# Takatokwane
Takatokwane – wieś w Botswanie w dystrykcie Kweneng. Według spisu ludności z 2011 roku wieś liczyła 2728 mieszkańców.